# Alfaroa mexicana
Alfaroa mexicana ist eine zentralamerikanische Baumart aus der Familie der Walnussgewächse (Juglandaceae).

## Merkmale

### Vegetative Merkmale
Alfaroa mexicana erreicht Wuchshöhen von bis 35 m und bis 1 m Brusthöhendurchmesser. Er bildet mittelgroße Brettwurzeln, die bis 1 m am Stamm hochreichen. Die Borke ist durchgehend rosa. Das Holz ist weiß und zerstreutporig. Das Mark der Zweige ist fest. Die Knospen sind nackt. 
Die Blätter stehen gegenständig und sind paarig gefiedert. Der Blattstiel ist 2,5 bis 5,2 cm lang, die Rhachis 6,7 bis 13,3 cm. Die 8 bis 12, selten bis 18 Fiederblättchen stehen gegenständig bis annähernd so und an 4 bis 8 mm langen Blättchenstielen. Die Spreiten sind 3- bis 5-mal länger als breit, dabei 7,5 bis 17,5 cm lang und 1,5 bis 4,0 cm breit. Die Blattbasis ist symmetrisch bis asymmetrisch, an einer oder beiden Seiten zurückgerollt. Der Blattrand ist ganz. Junge Blätter sind rosa bis gelbgrün und so zusammengefaltet, dass die Unterseite exponiert ist. Die reifen Blätter sind ledrig, die Oberseite ist dunkelgrün, unbehaart oder mit wenigen buttergelben schildförmigen Schuppen. Die Unterseite ist hellgrün und mit buttergelben sowie mit durchsichtigen schildförmigen Schuppen besetzt. Zusätzlich gibt es dichte Büschel von kurzen Haaren an der Basis zwischen Mittelrippe und Blattrand. Einzelne Sternhaare kommen ebenfalls vor.

### Blütenstände und Blüten
Die Bäume sind monözisch. Es gibt allerdings eine Tendenz zum Vorkommen von männlichen, weiblichen und zwittrigen Individuen. Die Kätzchen stehen endständig, selten seitlich an den diesjährigen Trieben. Kommen männliche und weibliche Blüten zusammen vor, bilden sie eine androgyne Rispe: das weibliche Kätzchen steht dann endständig, darunter stehen gegenständig 1 bis 3 Paar männliche Kätzchen. Stehen die männlichen Kätzchen alleine, stehen sie seitlich an vorjährigen oder diesjährigen Trieben. Häufiger bilden sie jedoch Gruppen von gegenständigen Zweigen, von denen jeder wieder 1 bis 3 gegenständige Paare von Kätzchen trägt. 
Die männlichen Blüten stehen zu vielen (bis 40) an den Kätzchen und sind 2 bis 3 mm groß und meist sitzend. Die Außenseiten sind mit buttergelben und durchsichtigen schildförmigen Schuppen besetzt. Das dreilappige Tragblatt ist becherförmig und schließt die junge Blüte teilweise ein. Der Blütenbecher ist gerundet. Es gibt zwei Brakteolen und zwei, selten drei Kelchblätter. Es gibt 8 bis 12 Staubblätter in einer Reihe, Staubfäden sind praktisch nicht ausgebildet. Die Antheren sind bithekisch, kahl, und öffnen sich mit Längsschlitzen. 
Die weiblichen Blüten stehen kreuzgegenständig zu 1 bis 10 pro Ähre. Sie sind 5 bis 6 mm groß, sitzend, die untere Hälfte ist vom Tragblatt eingeschlossen. Dieses ist an der Außenseite mit einander überlappenden schildförmigen Schuppen besetzt und dreilappig. Brakteolen fehlen weitgehend. Die Kelchröhre ist mit dem unterständigen Fruchtknoten verschmolzen. Der Fruchtknoten ist im Querschnitt quadratisch. Der obere Bereich des Kelchs ist mit schildförmigen Schuppen besetzt und tief vierlappig. Die Lappen sind 3 bis 4 mm lang und ragen 1 bis 2 mm über die Narbe hinaus. Ein Griffel fehlt. Die Narbe ist eher kugelig, mit einer größeren Furche entlang der Stelle, wo die beiden Fruchtblätter verwachsen sind. 

### Früchte
Die Frucht ist bis 5,5 cm lang und im Querschnitt 4,2 × 3,7 cm groß. Der Kelch bleibt zur Fruchtreife erhalten und ist 5 bis 7 mm lang. Das Tragblatt ist der Fruchtbasis angedrückt und 8 bis 12 mm im Durchmesser. Die Hülle ist von der Basis bis zur Spitze gerippt, leicht warzig, kahl und bis 7 mm dick. Sie öffnet sich nicht und liegt der in ihr befindlichen Nuss eng an. Die Schale ist gerippt und 1 bis 4 mm dick. Die Unterteilung der Nuss im Inneren ist komplex, mit primären, sekundären, tertiären und unvollständigen quaternären Zwischenwänden, sodass in der unteren Nusshälfte 8 Fächer, teilweise 16 Fächer bestehen, die sich über der Hälfte zu vier Fächern vereinen und an der Spitze zu einem. 

### Sämlinge
Die Keimung erfolgt hypogäisch. Die Sämlinge haben eine lange, schlanke Pfahlwurzel. Die ersten beiden im Freien erscheinenden Blätter sind gegenständig, die Pflanzen lebhaft rosa. Die nächstfolgenden Blätter sind wechselständig und gefiedert, die späteren dann gegenständig und gefiedert. Der Blattrand ist stets ganzrandig.

## Verbreitung
Alfaroa mexicana ist auf ein kleines Gebiet in Mexiko beschränkt: sie ist nur von den beiden Vulkanen San Martín und Santa Marta in der Sierra de los Tuxtlas im Bundesstaat Veracruz bekannt. Auf den Hängen dieser Berge wächst sie an den Südhängen zusammen mit Celtis, Juglans, Liquidambar, Quercus, Saurauia, Talauma und Trophis. An den feuchteren Nordosthängen ist sie teils häufig und wächst hier mit Oreopanax, Hedyosmum und Ardisia.
Die Art wird von der IUCN als vulnerable gelistet.

## Belege
- Donald E. Stone: New World Juglandaceae: A New Species of Alfaroa from Mexico. American Journal of Botany, Band 55, 1968, S. 477–484. (JSTOR)
- Héctor V. Navare Flores: Juglandaceae. Flora de Vera Cruz, Band 31, Instituto Nacional de Investigaciones sobre Recursos Bióticos, Xalapa 1983, ISBN 84-89600-51-1